# Saint-Pierre-Chérignat
Saint-Pierre-Chérignat è un comune francese di 179 abitanti situato nel dipartimento della Creuse nella regione della Nuova Aquitania.

## Società

### Evoluzione demografica
Abitanti censiti